# Акюрей
А́кюрей (исл. Akurey, исландское произношение: [ˈaːkʏrˌeiː]) — небольшой необитаемый остров в Кодла-фьорде на западе Исландии возле Рейкьявика (община Рейкьявикюрборг региона Хёвюдборгарсвайдид).

## География
Остров находится менее чем в 1 км от северного берега города Рейкьявик в Кодла-фьорде (фьордовый комплекс Фахсафлоуи). Акюрей представляет собой плоский, невысокий остров площадью около 0,12 км²; самая высокая точка острова находится на высоте около 7 м над уровнем моря. Остров более низкий с восточной стороны, но немного возвышается к западу. Длина острова составляет 780 метров, а ширина до 200 метров.
Акюрей является частью общины Рейкьявикюрборг, но не относится ни к одному из десяти районов Рейкьявика, а включен в межселенные территории столицы, так называемый «Зеленый пояс» (исл. Græni Trefillinn).

## История
Согласно документальным источникам, этот остров никогда не был населён. Самое раннее его упоминание относится к 1379 году, когда появилась запись о подтверждении прав Викюркиркьи на пахотные земли на Акюрей. На основании этого древнего документа Скули Магнуссон, датский управляющий Исландии, в 1782 году от имени епископа Скаульхольта подал в суд иск о праве собственности, но проиграл его фактическому владельцу острова.
На острове всегда была большая колония гаг и жители Сельтьяднарнеса часто посещали остров для сбора их пуха. Первый маяк в окрестностях Рейкьявика был установлен на Акюрей в 1854 году. В начале XX века на острове занимался выращиванием кроликов Харальдюр Сигюрдссон, первый директор городского Дома престарелых.
Община Рейкьявикюрборг купила остров у владельцев в 1969 году и сдавала пастбища на острове в аренду, а в 1978 году Акюрей был включен в состав города Рейкьявик.

## Природа
Остров интересен тем, что на нём существует самая большая колония атлантических тупиков в Кодла-фьорде, а также гнездятся другие виды морских птиц, в том числе черные кайры, глупышы, хохлатые бакланы, крачки, и гаги. Тупики снова начали гнездиться на Акюрей примерно с 2000 года после длительного периода отсутствия.
Растительность на острове начинается практически у самой береговой линии и особенно пышная благодаря удобрениям от колоний птиц. Видов растений немного, но каждый вид широко распространен и имеет большое покрытие. Всего на острове найдено 14 видов сосудистых растений и 4 вида мхов (Brachythecium albicans, Schistidium maritimum, Ulota phyllanta и Bryum flaccidum). Из лишайников встречается Ксантория настенная, обычная на скалах вдоль побережья и на камнях в восточной части острова.
Посещение острова запрещено без специального разрешения Департамента по защите окружающей среды, так как Акюрей внесён в Список природного наследия Исландии.

## Галерея

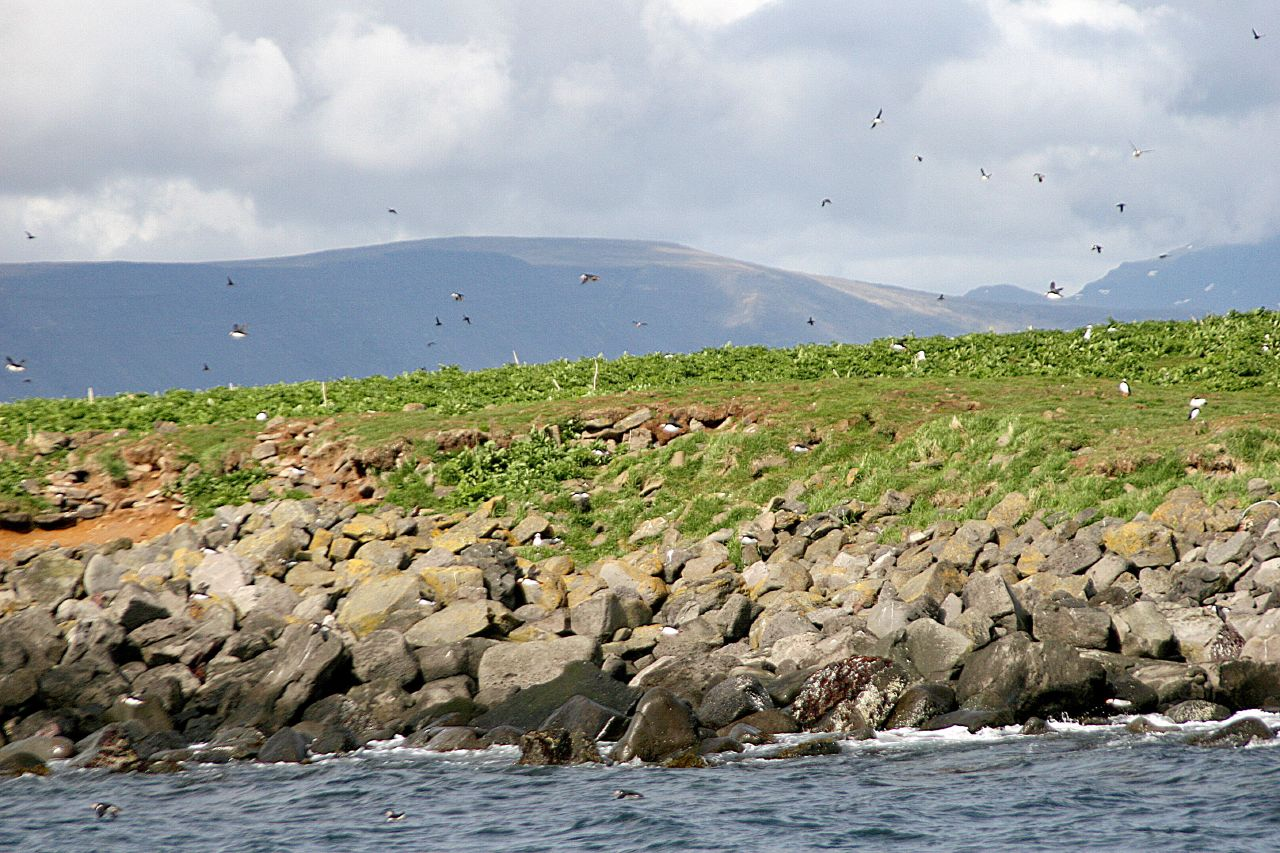
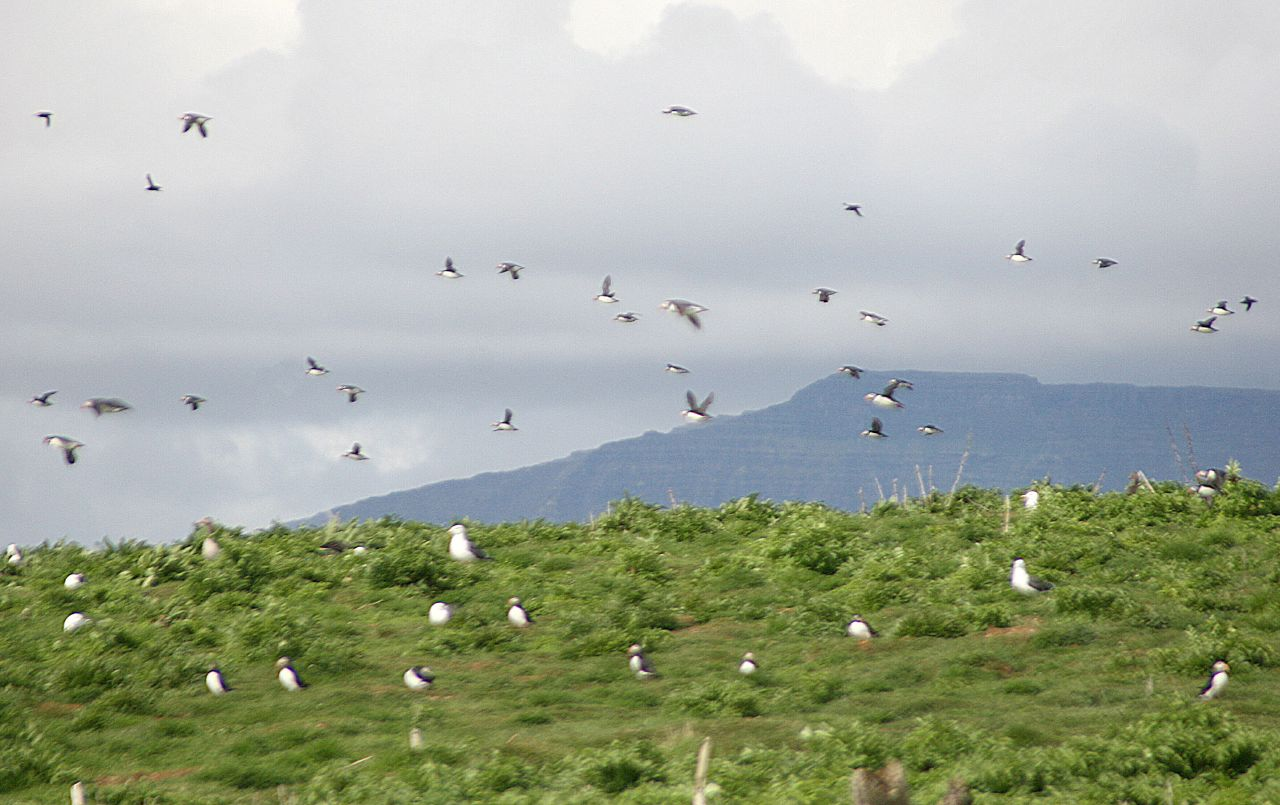
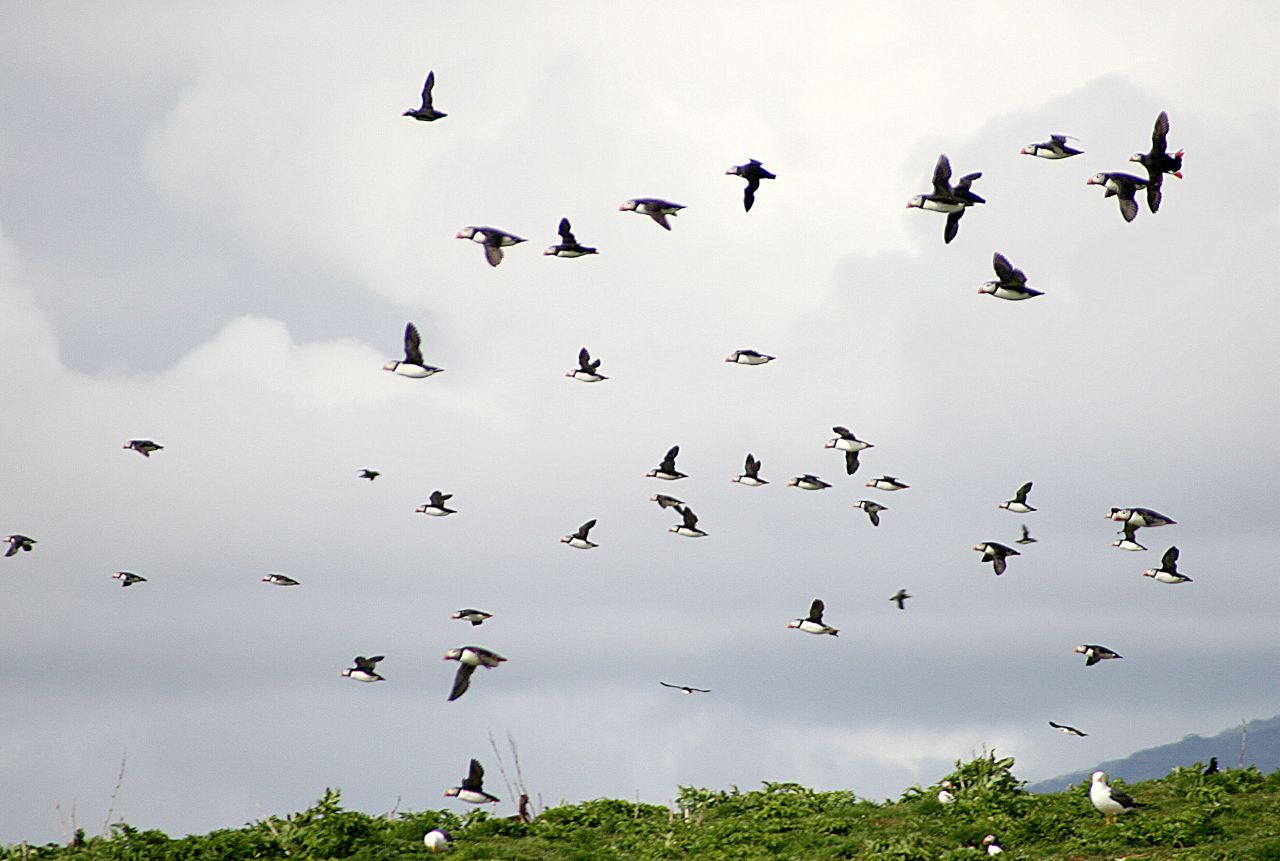
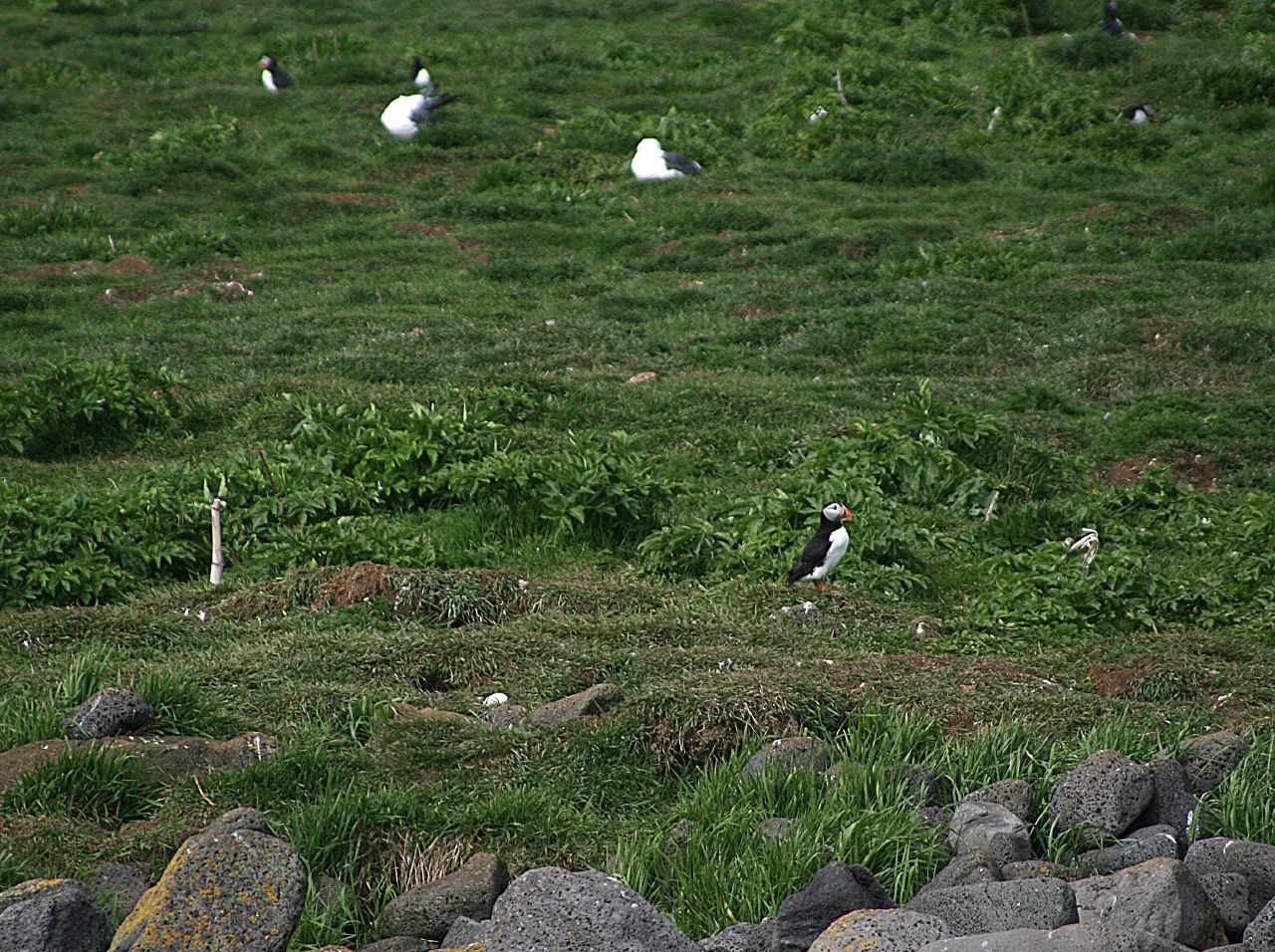
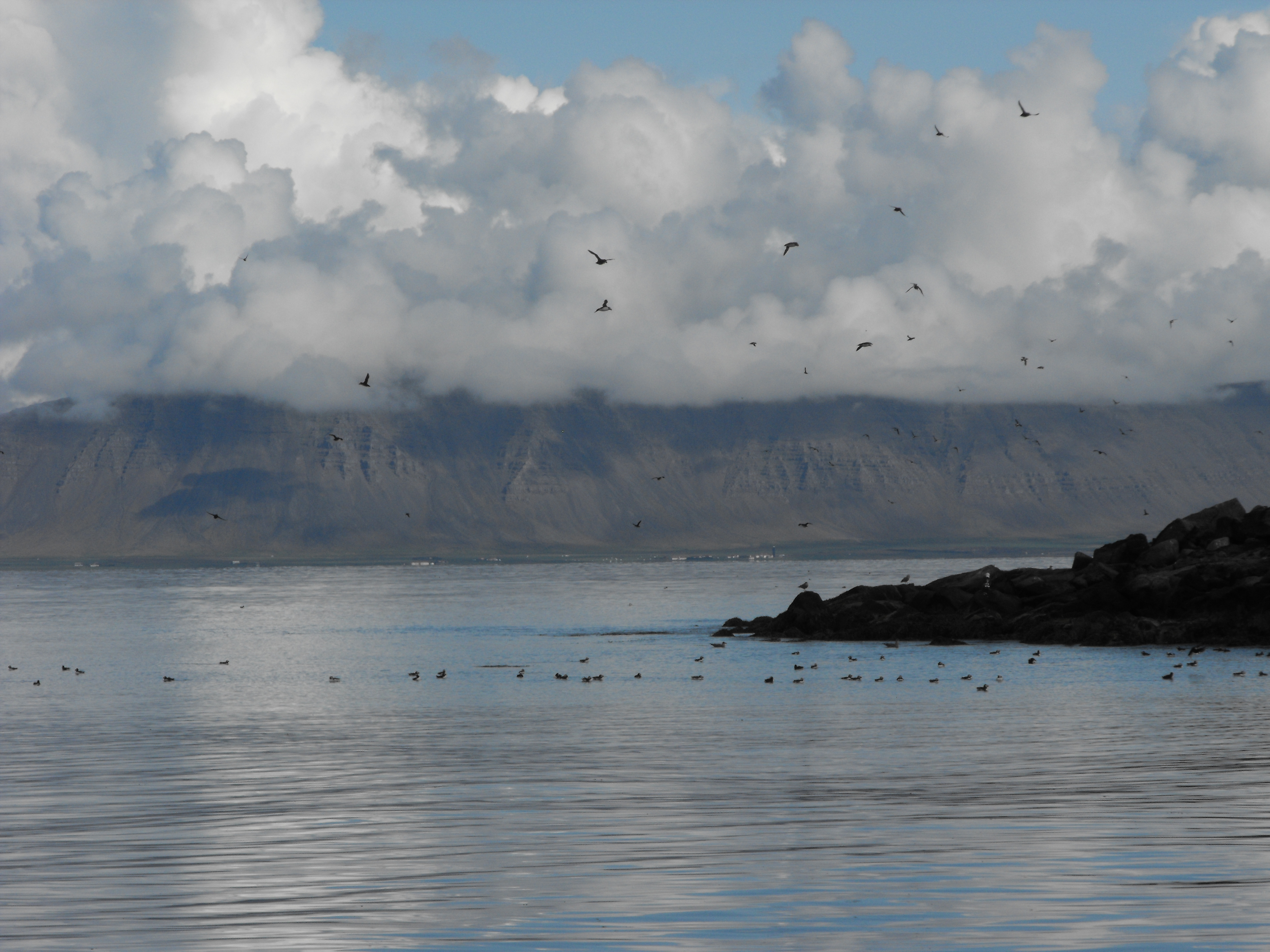